# Lampronia absolutrix
Lampronia absolutrix är en fjärilsart som beskrevs av Edward Meyrick 1930. Lampronia absolutrix ingår i släktet Lampronia och familjen bladskärarmalar. Inga underarter finns listade i Catalogue of Life.